# Максиміан
Божественний Марк Авре́лій Вале́рій Максиміа́н (лат. Marcus Aurelius Valerius Maximianus, на прізвисько Геркулій (лат. Herculius); бл. 250, Сірмій —310, Массілія) — римський імператор, що правив разом з Діоклетіаном у 286—305 роках. Володарював на заході Римської імперії в межах системи влади під назвою Тетрархія. Після добровільного складання повноважень у 305 році, ще двічі, у 306 та 310 роках, проголошував себе імператором, беручи участь у Громадянських війнах Тетрархії.

## Життєпис
Він народився близько 240р. на околицях Сірмія. Його батьки були поденниками та жили дуже бідно , тому він не отримав ніякої (або майже ніякої) освіти. Проте відзначився на військовій службі в армії Авреліана на Данувії, Євфраті та Рейні, а потім у Британії.  При Пробі він продовжував робити успішну військову кар'єру і був у дружніх стосунках зі своїм земляком Діоклетіаном, який у 285р., при вступі на престол зробив його цезарем та дав йому в управління західну частину імперії. Тоді Максиміан прийняв ім'я Марка Аврелія Валерія. Імовірно, саме тоді Діоклетіан та Максиміан прийняли прізвиська Іовій та Геркулій, підкреслюючи свої повноваження як верховного розпорядника та виконавця відповідно. Після його перемоги над повсталими селянами (багаудами) в Галлії дав йому титул Авґуст (286р.).
При поділі імперії Максиміан отримав Африку, де в 296-297р., в Карфагені, він заснував новий монетний двір. Іспанію, Італію та Сицилію і зробив своєю резиденцією Медіолан (Мілан). Через постійні військові дії на німецькому кордоні, у 286 та 287р. йому доводилось відбивати набіги алеманів та бургундів на Верхньому Рейні. Максиміан з цим боровся вдало і побудував ряд фортець по всій річці. Також Максиміан активно підримував переслідування християн, які почались у 303р. і з особливою жорстокістю проводив їх в Африці, а всіх незгодних карав смертю. Такі гоніння християн стали причиною донатизму, а в Римі було конфісковане усе майно християн.
 "Він зараз же направив туди з необмеженою військовою владою свого друга‎
 Максиміана, людину хоч і малоосвічену, зате доброго і розумного воїна."
На початку 304р. Діоклетіан ухвалив рішення, що обидва співправителі повинні одночасно відмовитись від влади, але Максиміан відмовився. Проте зрештою він погодився принести клятву у храмі Юпітера Капітолійського, що зречеться влади у 305р., на двадцяту річницю власного правління. Тому 1 травня того ж року імператори формально склали з себе повноваження. На честь них було випущено монети, де їхнє нове становище позначалося як "Найщасливіші старші імператори" ( лат. Felicissimo Seniori Augusto). 

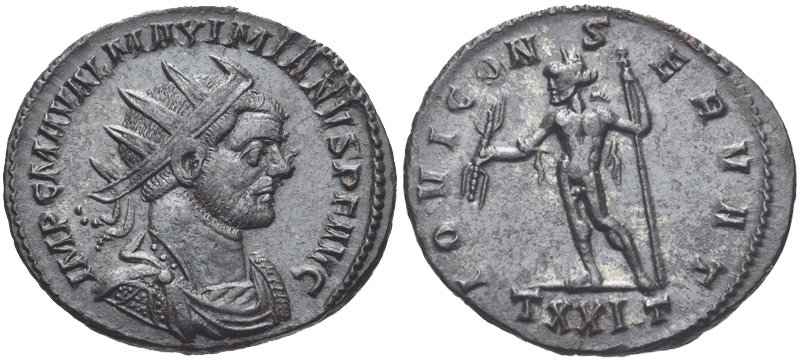
Антонініан з портретом Максиміана

Після відмови від влади Діоклетіана і Максиміана августами стали Констанцій I Хлор і Галерій, а Север II і Максимін II Даза (племінник Галерія) зайняли місця цезарів. Але при цьому залишився не при ділі син Максиміана, Максенцій (від його дружини-сиріянки, Євтропії). Коли Максенцій вирішив виправити таке становище, зробивши в жовтні 306 р. переворот у Римі, він, зі схвалення сенату, відіслав імператорські відзнаки батькові, який з радістю повернувся і вдруге взяв владу в свої руки. У лютому 307 р. він знову прийняв титул августа і випустив монети з молитвою про тридцятиріччя правління.
Після цього він вирушив до Галлії, де скріпив вигідний йому союз, видавши заміж свою дочку, Фаусту, за сина Констанція, Костянтина. На її честь було випущено монети, де її називають nobilissima femina. Але потім Максиміан таки вирішив виступити проти Максенція, оскільки чи то не вірив йому, чи то наважився зайняти його місце. З цією метою він зненацька з'явився до Риму, але його спроби схилити на свій бік солдатів Максенція були безуспішними, і його відправили до Галії до Костянтина.
Рада, влаштована Галерієм у Карнунті в 308 р., на якій були присутні обидва колишні імператори, закінчилася повною поразкою Максиміана, чию відмову від влади Діоклетіан охоче підтвердив. Він знову поїхав у Галлію, але незабаром вирішив виступити проти самого Костянтина і втретє у 310р. оголосив себе августом, поки Костянтин воював на Рейні. Костянтин спішно повернувся, і Максиміан утік у Масалію, де приготувався  до облоги, та його змусили здатися власні наближені. Невдовзі після цього його виявили мертвим. Згідно з офіційними відомостями, він скоїв самогубство, хоча цілком можливо, що його вбили за наказом Костянтина.

## Військові кампанії
Військова кар'єра Максиміана почалася у дуже молодому віці, за часів правління імператора Кара, який призначив його командиром римської армії. Вперше він відзначився в боях проти імперії Сасанідів у 283р., де допоміг забезпечити римлянам перемогу над перськими військами.
Галлія
Однією з найвизначніших військових кампаній Максиміана стала боротьба в північно-західній Галлії з так званими багаудами,загонами переселенців і біженців, які покинули свої будинки, рятуючись від варварів і римських збирачів податків та вели партизанську війну під проводом двох вождів: Еліана і Аманда.Історик Девід С. Поттер припускає, що вони були чимось більшим, ніж селянами, які прагнули або галльської політичної автономії, або відновлення нещодавно скинутого Каруса (уродженця Галлії Нарбонської, що стала південною Францією): у цьому випадку вони відмовлялися б від імперії. війська, а не розбійники. Навесні 286 р. Максиміан у низці невеликих битв повністю розбив цих розбійників. Оскільки супротивниками в змаганні були римські громадяни, Максиміан не отримав нового титулу і не святкував перемогу. А особистий панегірист Максиміана писав: "Я швидко проходжу через цей епізод, бо я бачу у вашій великодушності бажання забути цю перемогу, а не святкувати її."
Походи в Північній Африці
На той час, поки Констанцій бився в Британії з Караузієм, що відмежувався, Максиміан перевів у Галлію данувійські легіони для нагляду за німецьким кордоном, але в 297 р. він повернув їх у данувійські провінції, де здобув важливу перемогу над коропами. Однак того ж року йому довелося вирушити до Північної Африки, щоб відбити напад мавретанського племені, відомого під назвою квінквегентанеї, яке перетнуло нумідійський кордон.
Оскільки римська влада у цьому регіоні була ослаблена під час кризи III століття, кочові берберські племена постійно турбували африканські міста. Очевидно, бажаючи завдати якнайбільшої шкоди берберам, Максиміан спустошував їхні землі, перебив багато населення і потім відступив у бік Сахари. Його кампанія завершилася навесні 298 року, і 10 березня Максиміан здійснив тріумфальний в'їзд до Карфагену.
Після цього він зміцнив увесь африканський кордон від Мавританії до Лівії. А в 303 р., коли почалися переслідування християн, Максиміан почав проводити їх в Африці з особливою жорстокістю.
Походи та війни під проводом Максиміана були дуже успішними та принесли Риму чималі перемоги та здобутки.  Це стало поштовхом до деяких реформ, а рівень життя в країні значно покращився. В цей  час був прийнятий закон про скасування посади фрументаріїв, які були введені для нагляду і доносів про те, які у провінціях були хвилювання. Брехавши та звинувачуючи невинних, вони наводили паніку та страх на людей, а також часто займались пограбуваннями будинків. Окрім того, дуже багато уваги стало приділятись ввезенню до столиці якісного продовольства та добробуту платників податків. Стали уважніше наглядати за доброчесністю лідерів державного апарату та викорінювати корупцію, а також справедливо карати злочинців.

## Характер та титули
Характеристика особистості
Будучи чудовим воїном та полководцем, Максиміан був енергійною людиною із досить агресивним характером. Але його патріотизм, вірність та відданість і рішучість робили його хорошим претендентом на імператорську посаду. Через запальний характер та відсутність належної освіти, його вчинки часто були спонтанними та необдуманими. 
Псевдо-Аврелій Віктор також зазначає, що Максиміан любив тілесні втіхи та спокушав багатьох жінок: «Вдачі їх були такі: Аврелій Максиміан, на прізвисько Геркулій, був неприборканої вдачі, палав сластолюбством, був тупоумний...»
Проте це не заважало Максиміану користуватися великою повагою серед колег та підданих. Про ставлення солдат до Максиміана історик Аврелій Віктор писав: "На Валерія вони дивились з повагою, як на батька або навіть як на великого Бога." 
Титули
Максиміан носив наступні спеціальні титули перемоги: Germanicus Maximus («великий переможець германський») з 287 р.;  Sarmaticus Maximus («великий переможець Сарматський») з 289 р.; Britannicus Maximus («великий переможець британський»), Carpicus Maximus («великий переможець карпів») з 297 р.; Persicus Maximus («великий переможець Персії"), Armenicus Maximus («великий переможець Вірменії»), Medicus Maximus («великий переможець Мідії»), Adiabenicus Maximus («переможець адіабенський») з 298 р.

## Повстання проти Костянтина та смерть Максиміана
У 310р. Максиміан повстав проти імператора Костянтина, поки той продовжував свою військову кампанію на Верхньому Рейні. У цей час Максиміан був відправлений на південь до Арля з частиною армії Костянтина для захисту від нападів Максенція в південній Галлії. В Арлі Максиміан оголосив про смерть Костянтина і взяв імператорську владу на себе. Хоча Максиміан пропонував хабар усім, хто підтримав його, більша частина армії Костянтина залишилася вірною йому, і Максиміан був змушений покинути місто. Невдовзі Костянтин дізнався про повстання, припинив похід проти франків і швидко рушив до південної Галлії, де в Массілії (Марсель) зіткнувся з Максиміаном, що втікав.  Максиміан був схоплений, викритий у своїх злочинах і позбавлений титулу в третій і останній раз.  У липні 310 року Максиміана знайшли повішеним.
 «Глибокої ночі Максиміан піднімається і бачить, що все сприяє злодіянню. Було кілька вартових, вони залишалися там і надалі; однак він сказав їм, що бачив сон, який хотів би розповісти синові.
Проникнувши всередину зі зброєю в руках і порубавши скопця, він вискочив, похваляючись, і оголосив, що зробив.Несподівано з іншого боку з'являється Костянтин із масою озброєних людей, а з опочивальні виносять мертве тіло» 